# Игуараси
Игуараси (порт. Iguaraci)  —  муниципалитет в Бразилии, входит в штат Пернамбуку. Составная часть мезорегиона Сертан штата Пернамбуку. Входит в экономико-статистический  микрорегион Вали-ду-Пажеу. Население составляет 11 613 человека на 2004 год. Занимает площадь 773,65 км². Плотность населения — 15 чел./км².

## География
Климат местности: полупустыня.